# Droga wojewódzka nr 861
Droga wojewódzka nr 861 (DW861) – droga wojewódzka w województwie podkarpackim o długości ok. 31 km łącząca Bojanów z DK77 w Kopkach. Droga przebiega przez powiaty: stalowowolski i niżański.

## Miejscowości leżące przy trasie DW861
- Kopki
- Groble
- Jeżowe
- Jata
- Sójkowa
- Cisów Las
- Bojanów